# Danh sách tiểu hành tinh: 21801–21900
| Tên                    | Tên đầu tiên | Ngày phát hiện       | Nơi phát hiện                      | Người phát hiện                                  |
| ---------------------- | ------------ | -------------------- | ---------------------------------- | ------------------------------------------------ |
| 21801 Ančerl           | 1999 TW3     | 2 tháng 10 năm 1999  | Ondřejov                           | L. Šarounová                                     |
| 21802 Svoreň           | 1999 TE6     | 6 tháng 10 năm 1999  | Modra                              | L. Kornoš, J. Tóth                               |
| 21803 -                | 1999 TC7     | 6 tháng 10 năm 1999  | Đài thiên văn Zvjezdarnica Višnjan | K. Korlević, M. Jurić                            |
| 21804 Václavneumann    | 1999 TC8     | 4 tháng 10 năm 1999  | Ondřejov                           | L. Šarounová                                     |
| 21805 -                | 1999 TQ9     | 8 tháng 10 năm 1999  | Đài thiên văn Zvjezdarnica Višnjan | K. Korlević, M. Jurić                            |
| 21806 -                | 1999 TE14    | 10 tháng 10 năm 1999 | Višnjan Observatory                | K. Korlević, M. Jurić                            |
| 21807 -                | 1999 TH14    | 10 tháng 10 năm 1999 | Višnjan Observatory                | K. Korlević, M. Jurić                            |
| 21808                  | 1999 TR18    | 14 tháng 10 năm 1999 | Xinglong                           | Chương trình tiểu hành tinh Bắc Kinh Schmidt CCD |
| 21809 -                | 1999 TG19    | 15 tháng 10 năm 1999 | High Point                         | D. K. Chesney                                    |
| 21810 -                | 1999 TK19    | 9 tháng 10 năm 1999  | Uto                                | F. Uto                                           |
| 21811 Burroughs        | 1999 TR20    | 5 tháng 10 năm 1999  | Goodricke-Pigott                   | R. A. Tucker                                     |
| 21812 -                | 1999 TZ22    | 3 tháng 10 năm 1999  | Kitt Peak                          | Spacewatch                                       |
| 21813 Danwinegar       | 1999 TK25    | 3 tháng 10 năm 1999  | Socorro                            | LINEAR                                           |
| 21814 Shanawolff       | 1999 TQ27    | 3 tháng 10 năm 1999  | Socorro                            | LINEAR                                           |
| 21815 Fanyang          | 1999 TF29    | 4 tháng 10 năm 1999  | Socorro                            | LINEAR                                           |
| 21816 -                | 1999 TE31    | 4 tháng 10 năm 1999  | Socorro                            | LINEAR                                           |
| 21817 Yingling         | 1999 TG32    | 4 tháng 10 năm 1999  | Socorro                            | LINEAR                                           |
| 21818 Yurkanin         | 1999 TJ32    | 4 tháng 10 năm 1999  | Socorro                            | LINEAR                                           |
| 21819 -                | 1999 TX32    | 4 tháng 10 năm 1999  | Socorro                            | LINEAR                                           |
| 21820 -                | 1999 TQ34    | 2 tháng 10 năm 1999  | Socorro                            | LINEAR                                           |
| 21821 Billryan         | 1999 TN36    | 12 tháng 10 năm 1999 | Anderson Mesa                      | LONEOS                                           |
| 21822 Degiorgi         | 1999 TX36    | 15 tháng 10 năm 1999 | Anderson Mesa                      | LONEOS                                           |
| 21823 -                | 1999 TX72    | 9 tháng 10 năm 1999  | Kitt Peak                          | Spacewatch                                       |
| 21824 -                | 1999 TD75    | 10 tháng 10 năm 1999 | Kitt Peak                          | Spacewatch                                       |
| 21825 Zhangyizhong     | 1999 TR88    | 2 tháng 10 năm 1999  | Socorro                            | LINEAR                                           |
| 21826 Youjiazhong      | 1999 TJ91    | 2 tháng 10 năm 1999  | Socorro                            | LINEAR                                           |
| 21827 Chingzhu         | 1999 TS91    | 2 tháng 10 năm 1999  | Socorro                            | LINEAR                                           |
| 21828 -                | 1999 TN92    | 2 tháng 10 năm 1999  | Socorro                            | LINEAR                                           |
| 21829 Kaylacornale     | 1999 TZ92    | 2 tháng 10 năm 1999  | Socorro                            | LINEAR                                           |
| 21830 -                | 1999 TW93    | 2 tháng 10 năm 1999  | Socorro                            | LINEAR                                           |
| 21831 -                | 1999 TX93    | 2 tháng 10 năm 1999  | Socorro                            | LINEAR                                           |
| 21832 -                | 1999 TZ93    | 2 tháng 10 năm 1999  | Socorro                            | LINEAR                                           |
| 21833 -                | 1999 TE95    | 2 tháng 10 năm 1999  | Socorro                            | LINEAR                                           |
| 21834 -                | 1999 TL96    | 2 tháng 10 năm 1999  | Socorro                            | LINEAR                                           |
| 21835 -                | 1999 TN96    | 2 tháng 10 năm 1999  | Socorro                            | LINEAR                                           |
| 21836 -                | 1999 TX96    | 2 tháng 10 năm 1999  | Socorro                            | LINEAR                                           |
| 21837 -                | 1999 TL97    | 2 tháng 10 năm 1999  | Socorro                            | LINEAR                                           |
| 21838 -                | 1999 TM99    | 2 tháng 10 năm 1999  | Socorro                            | LINEAR                                           |
| 21839 -                | 1999 TP100   | 2 tháng 10 năm 1999  | Socorro                            | LINEAR                                           |
| 21840 Ghoshchoudhury   | 1999 TT101   | 2 tháng 10 năm 1999  | Socorro                            | LINEAR                                           |
| 21841 -                | 1999 TE102   | 2 tháng 10 năm 1999  | Socorro                            | LINEAR                                           |
| 21842 -                | 1999 TH102   | 2 tháng 10 năm 1999  | Socorro                            | LINEAR                                           |
| 21843 -                | 1999 TF105   | 3 tháng 10 năm 1999  | Socorro                            | LINEAR                                           |
| 21844 -                | 1999 TN112   | 4 tháng 10 năm 1999  | Socorro                            | LINEAR                                           |
| 21845 -                | 1999 TC113   | 4 tháng 10 năm 1999  | Socorro                            | LINEAR                                           |
| 21846 Wojakowski       | 1999 TT114   | 4 tháng 10 năm 1999  | Socorro                            | LINEAR                                           |
| 21847 -                | 1999 TA116   | 4 tháng 10 năm 1999  | Socorro                            | LINEAR                                           |
| 21848 -                | 1999 TO116   | 4 tháng 10 năm 1999  | Socorro                            | LINEAR                                           |
| 21849 -                | 1999 TA141   | 6 tháng 10 năm 1999  | Socorro                            | LINEAR                                           |
| 21850 Abshir           | 1999 TF142   | 7 tháng 10 năm 1999  | Socorro                            | LINEAR                                           |
| 21851 -                | 1999 TO142   | 7 tháng 10 năm 1999  | Socorro                            | LINEAR                                           |
| 21852 Bolander         | 1999 TR143   | 7 tháng 10 năm 1999  | Socorro                            | LINEAR                                           |
| 21853 Kelseykay        | 1999 TU146   | 7 tháng 10 năm 1999  | Socorro                            | LINEAR                                           |
| 21854 Brendandwyer     | 1999 TJ147   | 7 tháng 10 năm 1999  | Socorro                            | LINEAR                                           |
| 21855 -                | 1999 TG150   | 7 tháng 10 năm 1999  | Socorro                            | LINEAR                                           |
| 21856 Heathermaria     | 1999 TR150   | 7 tháng 10 năm 1999  | Socorro                            | LINEAR                                           |
| 21857 -                | 1999 TJ154   | 7 tháng 10 năm 1999  | Socorro                            | LINEAR                                           |
| 21858 Gosal            | 1999 TY155   | 7 tháng 10 năm 1999  | Socorro                            | LINEAR                                           |
| 21859 -                | 1999 TF172   | 10 tháng 10 năm 1999 | Socorro                            | LINEAR                                           |
| 21860 Joannaguy        | 1999 TX180   | 10 tháng 10 năm 1999 | Socorro                            | LINEAR                                           |
| 21861 Maryhedberg      | 1999 TU189   | 12 tháng 10 năm 1999 | Socorro                            | LINEAR                                           |
| 21862 Joshuajones      | 1999 TV189   | 12 tháng 10 năm 1999 | Socorro                            | LINEAR                                           |
| 21863 -                | 1999 TC194   | 12 tháng 10 năm 1999 | Socorro                            | LINEAR                                           |
| 21864 -                | 1999 TD238   | 4 tháng 10 năm 1999  | Catalina                           | CSS                                              |
| 21865 -                | 1999 TD246   | 8 tháng 10 năm 1999  | Catalina                           | CSS                                              |
| 21866 -                | 1999 TP247   | 8 tháng 10 năm 1999  | Catalina                           | CSS                                              |
| 21867 -                | 1999 TQ251   | 9 tháng 10 năm 1999  | Socorro                            | LINEAR                                           |
| 21868 -                | 1999 TK291   | 10 tháng 10 năm 1999 | Socorro                            | LINEAR                                           |
| 21869 -                | 1999 TE296   | 1 tháng 10 năm 1999  | Catalina                           | CSS                                              |
| 21870 -                | 1999 UD1     | 16 tháng 10 năm 1999 | Đài thiên văn Zvjezdarnica Višnjan | K. Korlević                                      |
| 21871 -                | 1999 UK2     | 17 tháng 10 năm 1999 | Višnjan Observatory                | K. Korlević                                      |
| 21872                  | 1999 UP3     | 18 tháng 10 năm 1999 | Xinglong                           | Chương trình tiểu hành tinh Bắc Kinh Schmidt CCD |
| 21873 Jindřichůvhradec | 1999 UU3     | 29 tháng 10 năm 1999 | Kleť                               | J. Tichá, M. Tichý                               |
| 21874                  | 1999 UB6     | 18 tháng 10 năm 1999 | Xinglong                           | Chương trình tiểu hành tinh Bắc Kinh Schmidt CCD |
| 21875                  | 1999 UD6     | 22 tháng 10 năm 1999 | Xinglong                           | Beijing Schmidt CCD Asteroid Program             |
| 21876 -                | 1999 UL9     | 29 tháng 10 năm 1999 | Catalina                           | CSS                                              |
| 21877 -                | 1999 UL12    | 31 tháng 10 năm 1999 | Kitt Peak                          | Spacewatch                                       |
| 21878 -                | 1999 UF13    | 29 tháng 10 năm 1999 | Catalina                           | CSS                                              |
| 21879 -                | 1999 UH13    | 29 tháng 10 năm 1999 | Catalina                           | CSS                                              |
| 21880 -                | 1999 UF14    | 29 tháng 10 năm 1999 | Catalina                           | CSS                                              |
| 21881 -                | 1999 UK15    | 29 tháng 10 năm 1999 | Catalina                           | CSS                                              |
| 21882 -                | 1999 UL16    | 29 tháng 10 năm 1999 | Catalina                           | CSS                                              |
| 21883 -                | 1999 UC25    | 28 tháng 10 năm 1999 | Catalina                           | CSS                                              |
| 21884 -                | 1999 UO26    | 30 tháng 10 năm 1999 | Catalina                           | CSS                                              |
| 21885 -                | 1999 UY27    | 30 tháng 10 năm 1999 | Kitt Peak                          | Spacewatch                                       |
| 21886 -                | 1999 UZ35    | 31 tháng 10 năm 1999 | Kitt Peak                          | Spacewatch                                       |
| 21887 Dipippo          | 1999 UH42    | 20 tháng 10 năm 1999 | Anderson Mesa                      | LONEOS                                           |
| 21888 Ďurech           | 1999 UL44    | 29 tháng 10 năm 1999 | Anderson Mesa                      | LONEOS                                           |
| 21889 -                | 1999 UJ47    | 29 tháng 10 năm 1999 | Kitt Peak                          | Spacewatch                                       |
| 21890 -                | 1999 UG50    | 30 tháng 10 năm 1999 | Catalina                           | CSS                                              |
| 21891 -                | 1999 VZ2     | 1 tháng 11 năm 1999  | Monte Agliale                      | S. Donati                                        |
| 21892 -                | 1999 VM3     | 1 tháng 11 năm 1999  | Kitt Peak                          | Spacewatch                                       |
| 21893 -                | 1999 VL4     | 1 tháng 11 năm 1999  | Catalina                           | CSS                                              |
| 21894 -                | 1999 VQ4     | 1 tháng 11 năm 1999  | Catalina                           | CSS                                              |
| 21895 -                | 1999 VA5     | 5 tháng 11 năm 1999  | Đài thiên văn Zvjezdarnica Višnjan | K. Korlević                                      |
| 21896 -                | 1999 VM6     | 7 tháng 11 năm 1999  | Oohira                             | T. Urata                                         |
| 21897 -                | 1999 VG7     | 7 tháng 11 năm 1999  | Đài thiên văn Zvjezdarnica Višnjan | K. Korlević                                      |
| 21898 -                | 1999 VJ7     | 7 tháng 11 năm 1999  | Višnjan Observatory                | K. Korlević                                      |
| 21899 -                | 1999 VU8     | 8 tháng 11 năm 1999  | Fountain Hills                     | C. W. Juels                                      |
| 21900 -                | 1999 VQ10    | 9 tháng 11 năm 1999  | Oizumi                             | T. Kobayashi                                     |